# Eunidia spilota
Eunidia spilota är en skalbaggsart som beskrevs av Charles Joseph Gahan 1904. Eunidia spilota ingår i släktet Eunidia och familjen långhorningar.
Artens utbredningsområde är:
- Moçambique.
- Zimbabwe.

Inga underarter finns listade i Catalogue of Life.